# Жданович Яків Миколайович
Яків Миколайович Жданович (18 березня 1885 — † квітень 1953) — український архівіст, мистецтвознавець, мемуарист, один з організаторів виставки «Ломоносов та Єлизаветинська доба» в м. Санкт-Петербург (1912)

## Біографія
Народився 18 березня 1885 р. у с. Хрінівка Городнянського повіту Чернігівської губернії (нині — Сновського району Чернігівської області) у старовинній дворянській родині, коріння якої сягало доби Гетьманщини. Навчався у Полтавському кадетському корпусі, Київському військовому училищі і в Петербурзькому Археологічному інституті. Вже в юнацькі роки захопився історією України. Відомий полтавський краєзнавець І. Павловський залучив його до роботи в місцевих архівах. У 1908 р. брав участь у підготовці XIV Всеросійського Археологічного з'їзду в Чернігові, упорядкував відділ рукописів і стародруків влаштованої з нагоди з'їзду виставки старожитностей. Член Чернігівської та Полтавської архівних комісій. Протягом 1911—1914 рр. працював у архівних установах Петербургу і Москви, у 1920—1921 рр. відав охороною палаців і музеїв Південного берегу Криму.
У 1921 р. Я. Жданович переїхав до Чернігова, де невдовзі очолив губернське архівне управління. Завдяки наполегливості Я. Ждановича вдалося врятувати від загибелі документи дореволюційних установ і сконцентрувати їх у губернському історичному архіві. Сучасники відзначали:

| «зарекомендував себе не тільки як досвідчений і енергійний працівник, але й як чудовий адміністратор-організатор… Закликаний для припинення знищення архівів Чернігівщини, Жданович справився із завданням протягом року. Незважаючи на важкі матеріальні умови установи, Я. Жданович зумів підібрати кадри співробітників, викликати у них інтерес до архівної справи і втягнути їх у роботу».[джерело?] |
На думку працівників Укрцентрархіву, діяльність чернігівських архівістів на чолі з Я. Ждановичем могла правити за зразок для усіх регіонів республіки. Разом з тим, він активно співробітничав у губернському істпарті, наполягав на кончій потребі збирання спогадів активних учасників революційного руху на Чернігівщині. Він був одним з ініціаторів утворення студентського історико-архівного гуртка, члени якого допомагали співробітникам губернського архіву впорядковувати документальні матеріали і опрацьовувати окремі сюжети з історії краю. У 1923 р. Я. Жданович входив до складу Тимчасової комісії для архітектурно-археологічного обстеження Спасо-Преображенського собору в Чернігові. Він також запровадив у науковий обіг невідомі раніше архівні джерела з історії революційно-народницького руху на Чернігівщині. Цій проблемі присвячені кілька публікацій Я. Ждановича на сторінках місцевої преси.

## Комуністичне переслідування
У 1923 р. він залишив Чернігів і до 1931 р. працював старшим архівістом-консультантом Центрархіву РСФСР. Наприкінці 20-х рр. Я. Ждановичу довелося давати принизливі пояснення щодо свого дворянського походження й служби у царській армії комісії по чистці апарату Центрархіву. Як з'ясувалося, він перебував під наглядом ДПУ ще під час роботи в Чернігові. Зрештою, у 1931 р. Я. Ждановичу було наказано негайно залишити Москву разом з родиною. Внаслідок клопотань впливових колег це рішення було скасоване, але роботу в Центрархіві він втратив і перебивався випадковими заробітками, аж поки у 1936 р. не влаштувався на посаду наукового співробітника сектору рукописів Інституту світової літератури ім. О. М. Горького. У 1941 р. Я. Жданович залишив роботу, пережив у Москві воєнне лихоліття і після тривалої тяжкої хвороби помер у квітні 1953 р.